# Insara tessellata
Insara tessellata är en insektsart som beskrevs av Morgan Hebard 1935. Insara tessellata ingår i släktet Insara och familjen vårtbitare. Inga underarter finns listade i Catalogue of Life.